# الدوري الفرنسي الدرجة الثالثة 2008–09
الدوري الفرنسي الدرجة الوطنية 2008–09 (بالفرنسية: Championnat de France de football National 2008-2009)‏ هو موسم من الدوري الفرنسي الدرجة الوطنية. أشرف على تنظيمه اتحاد فرنسا لكرة القدم، وفاز فيه نادي إستر.